# Finlandia ai I Giochi olimpici invernali
La Finlandia partecipò ai I Giochi olimpici invernali, svoltisi a Chamonix dal 25 gennaio al 5 febbraio 1924, aggiudicandosi quattro medaglie d'oro, quattro medaglie d'argento e tre medaglie di bronzo.

## Medagliere

### Per discipline
| Sport                   | Oro | Argento | Bronzo | Totale |
| ----------------------- | --- | ------- | ------ | ------ |
| Pattinaggio di velocità | 4   | 2       | 2      | 8      |
| Pattinaggio di figura   | 0   | 1       | 0      | 1      |
| Pattuglia militare      | 0   | 1       | 0      | 1      |
| Sci di fondo            | 0   | 0       | 1      | 1      |
| Totale                  | 4   | 4       | 3      | 11     |

### Medaglie
| Medaglia | Atleta                                                      | Sport                   | Evento                         |
| -------- | ----------------------------------------------------------- | ----------------------- | ------------------------------ |
| Oro      | Clas Thunberg                                               | Pattinaggio di velocità | 1500 m maschile                |
| Oro      | Clas Thunberg                                               | Pattinaggio di velocità | 5000 m maschile                |
| Oro      | Julius Skutnabb                                             | Pattinaggio di velocità | 10000 m maschile               |
| Oro      | Clas Thunberg                                               | Pattinaggio di velocità | Combinata maschile             |
| Argento  | Ludowika Jakobsson Walter Jakobsson                         | Pattinaggio di figura   | Pattinaggio di figura a coppie |
| Argento  | Julius Skutnabb                                             | Pattinaggio di velocità | 5000 m maschile                |
| Argento  | Clas Thunberg                                               | Pattinaggio di velocità | 10000 m maschile               |
| Argento  | Väinö Bremer August Eskelinen Heikki Hirvonen Ville Mattila | Pattuglia militare      | -                              |
| Bronzo   | Clas Thunberg                                               | Pattinaggio di velocità | 500 m maschile                 |
| Bronzo   | Julius Skutnabb                                             | Pattinaggio di velocità | Combinata maschile             |
| Bronzo   | Tapani Niku                                                 | Sci di fondo            | 18 km                          |